# سيلينة الإسماعيلية
سيلينة الإسماعيلية (باللاتينية: Silene ismailitica) نوع نباتي يتبع جنس السيلينة من الفصيلة القرنفلية.

## الموئل والانتشار
موطنها بلاد الشام ومصر.

## مرادفات للاسم العلمي
- (باللاتينية: Silene villosa var. ismailitica Schweinf.)